# Nina Kain
Nina Charlotte Kain, född 3 mars 1973 i Fosie församling i Malmö kommun, är en svensk politiker (sverigedemokrat), som var ordinarie riksdagsledamot 2014–2018 för Västra Götalands läns södra valkrets.
Kain utsågs till ny ordinarie riksdagsledamot från och med 30 september 2014 sedan Kristina Winberg avsagt sig uppdraget som riksdagsledamot. I riksdagen var hon suppleant i trafikutskottet och utbildningsutskottet.
I april 2018 uppmärksammades Kain för att hon dittills under mandatperioden som riksdagsledamot uteblivit från 80 procent av riksdagens voteringar. I riksdagsvalet 2018 kandiderade hon ej för omval.
Kain har också varit politisk sekreterare för Sverigedemokraterna i Malmö kommun och ledamot av kommunfullmäktige i Vellinge kommun.